# Grönlandstrom

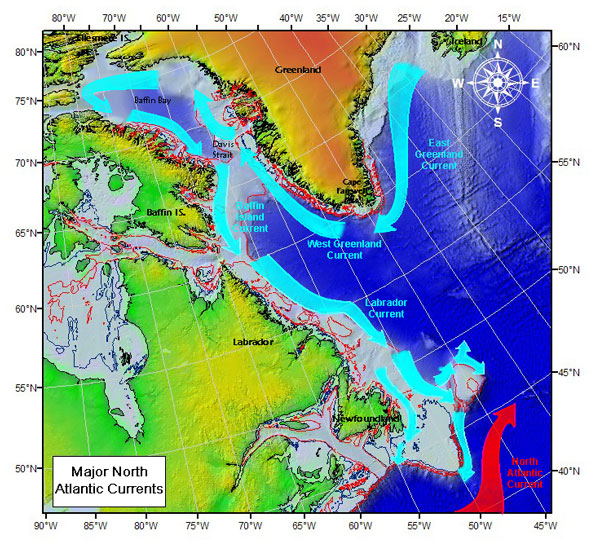
Meeresströmungen im Nordwestatlantik

Der Grönlandstrom (englisch: Greenland Current, GC) ist eine kalte Meeresströmung im Nordatlantik, die zunächst als Ostgrönlandstrom (East Greenland Current, EGC) entlang der Ostküste Grönlands von Norden nach Süden verläuft. An der Südspitze Grönlands, dem Kap Farvel (engl. Cape Farewell), biegt ein Teil dieser Wassermassen um das Kap, vermischt sich mit wärmerem Atlantikwasser und strömt dann als Westgrönlandstrom (West Greenland Current, WGC) nordwärts entlang der Westküste Grönlands. Beide Strömungen sind wichtige Komponenten der atlantischen meridionalen Umwälzzirkulation (AMOC). Der Ostgrönlandstrom transportiert kaltes Wasser und Meereis südwärts, was die Bildung von Tiefenwasser in der Labradorsee unterstützt, der Westgrönlandstrom hingegen beeinflusst den Wärmeaustausch zwischen dem Atlantik und der Arktis sowie die lokale Meereisbedeckung.

## Ostgrönlandstrom
Der Ostgrönlandstrom setzt sich aus sehr unterschiedlichen Wassermassen zusammen. Er beginnt in der Framstraße im Nordosten Grönlands, wo kaltes und salzarmes polares Wasser aus dem Nordpolarmeer nach Süden fließt und auch größere Mengen an Meereis transportiert. Ebenfalls durch die Framstraße erreicht atlantisches Wasser, das zuvor als warmer Westspitzbergenstrom nordwärts geflossen ist und teils durch das Nordpolarmeer zirkuliert und sich dabei abgekühlt hat, den Ostgrönlandstrom. Der Strom verläuft im Westen der Grönlandsee entlang des ostgrönländischen Kontinentalschelfs. Vor Jan Mayen zweigt der Jan-Mayen-Strom westlich ab. Ein Teil des Jan-Mayen-Stroms vereinigt sich als Mäander des Ostgrönlandstroms südlich von Jan-Mayen wieder mit diesem. Ein anderer Teil strömt entlang der Mohn- und Knipovich-Rücken nach Nordwesten und transportiert Wasser in den zentral in der Grönlandsee gelegenen Grönlandwirbel.
Vor der Dänemarkstraße zwischen Grönland und Island führt ein weiterer Teilstrom, der Ostisländische Strom, Wasser vom Ostgrönlandstrom nach Westen in die nördlich von Island gelegene Islandsee ab. Zum Verbleibenden Wasser des Ostgrönlandstroms mischt sich weiter südlich bei Island das wärmere Wasser des Irmingerstroms hinzu; insgesamt bleibt der Ostgrönlandstrom aber eine eher kalte Strömung.

## Westgrönlandstrom
Der Westgrönlandstrom (engl. West Greenland Current, WGC) ist eine ozeanische Strömung, die entlang der Westküste Grönlands verläuft. Er spielt eine entscheidende Rolle in der Zirkulation des subpolaren Nordatlantiks und ist eng mit dem Labradorstrom sowie dem Irmingerstrom verbunden. Der WGC transportiert relativ warmes und salzreiches Wasser aus dem Atlantik nach Norden und beeinflusst damit das regionale Klima sowie die marinen Ökosysteme Westgrönlands. Er hält durch das relativ wärmere Wasser die Westküste Grönlands weitgehend eisfrei und ist Teil des Nordatlantischen Subpolarwirbels, der die großräumige Zirkulation im Nordatlantik prägt.

### Eigenschaften und Verlauf
Der Westgrönlandstrom besteht aus zwei Hauptkomponenten:
- einem oberflächennahen Strom (0–500 m): Dieser transportiert subarktisches Wasser aus dem Labradorstrom nordwärts, und
- einem Tiefenstrom (>500 m): Dieser führt atlantisches Wasser (Irmingerstrom-Wasser) entlang des Kontinentalhangs.[4]

Der WGC entsteht aus einer Mischung von Resten des Ostgrönlandstroms, die um Kap Farvel zirkulieren, und wärmerem Atlantikwasser, das über den Irmingerstrom in die Baffin Bay eindringt.
Nahe Kap Farvel interagiert er stark mit dem Ostgrönlandstrom und bildet häufig Mäander und Wirbel, die zu intensiver Vermischung von Wassermassen führen. Insbesondere vermischt sich sein Wasser mit dem wärmeren Wasser des Irmingerstroms, einem Seitenarm des Nordatlantikstroms. Allerdings findet diese Vermischung aufgrund der unterschiedlichen Wasserdichte zunächst nur begrenzt statt – die beiden Strömungen laufen weitgehend parallel um das Kap Farvel. Erst etwas weiter nordwärts entlang der Westküste Grönlands, etwa ab Höhe Paamiut, kommt es zu einer stärkeren Durchmischung.  Weiter nordwärts fließt ein Teil des WGC durch die Davisstraße in die Baffin Bay, wo er teilweise in den Baffin Bay Wirbel integriert wird, während der Rest um den Nordrand der Labradorsee zirkuliert und entlang der Küste Labradors und Neufundlands nach Süden abbiegt.

### Saisonale und langfristige Variabilität
Studien zeigen, dass der WGC starken saisonalen Schwankungen unterliegt, insbesondere durch Schmelzwasserzufuhr im Sommer. Langfristig wird eine Abschwächung des Stroms beobachtet, was auf das Schmelzen des grönländischen Eisschilds zurückgeführt wird.
Historische Rekonstruktionen deuten darauf hin, dass der WGC im 20. Jahrhundert durch anthropogene Erwärmung geschwächt wurde, während natürliche Klimaschwankungen (z. B. die Kleine Eiszeit) früher bereits ähnliche Effekte hatten.

### Ozeanographische Bedeutung
Der Westgrönlandstrom unterliegt langfristigen Veränderungen, die mit der globalen Erwärmung und dem verstärkten Schmelzen des grönländischen Eisschilds zusammenhängen. Studien zeigen, dass der zunehmende Süßwassereintrag die Dichtestruktur und die Dynamik der Strömung beeinflusst.
Der Westgrönlandstrom (WGC) ist ein wesentlicher Bestandteil der großräumigen Ozeanzirkulation im Nordatlantik und damit auch der globalen thermohalinen Zirkulation (globales Förderband). Er transportiert relativ warme und salzärmere Wassermassen entlang der Westküste Grönlands nordwärts, nachdem sie zuvor als Ostgrönlandstrom um Kap Farvel herumgeführt wurden.
Somit trägt er dazu bei, Süßwasser und Schmelzwasser aus dem grönländischen Eisschild in den Nordatlantik zu transportieren. Dies beeinflusst die Dichteverhältnisse im Nordatlantik und kann die Tiefenwasserbildung in der Labradorsee und in der Grönlandsee modulieren – ein zentraler Prozess für die Funktion der atlantischen meridionalen Umwälzzirkulation (AMOC). Veränderungen im Westgrönlandstrom, etwa durch verstärkten Schmelzwassereintrag, können die Stabilität und Stärke der AMOC beeinflussen und somit auch Rückwirkungen auf das globale Klimasystem und den Meeresspiegel haben.
Historische Analysen deuten darauf hin, dass die Stärke des Westgrönlandstroms in den letzten 400 Jahren natürlichen Schwankungen unterlag, jedoch seit dem 20. Jahrhundert eine deutliche Abschwächung durch anthropogene Erwärmung erfährt.

### Bedeutung für das globale Klimasystem
Der Westgrönlandstrom unterliegt im Zuge des Klimawandels erheblichen Veränderungen, die eng mit der Eisschmelze Grönlands und der Schwächung der atlantischen meridionalen Umwälzzirkulation (AMOC) verbunden sind. Durch das beschleunigte Abschmelzen des grönländischen Eisschilds gelangen jährlich rund 270 Milliarden Tonnen Süßwasser in den Nordatlantik. Dieser Süßwasserzufluss verringert den Salzgehalt und die Dichte des Oberflächenwassers, was die Tiefenwasserbildung in der Labradorsee und in der Grönlandsee hemmt – ein Schlüsselprozess für die AMOC.
Der Westgrönlandstrom ist Teil des subpolaren Wirbels, der warmes Wasser nordwärts und kaltes Wasser südwärts transportiert. Modellstudien zeigen, dass die Erwärmung des Nordatlantiks und der Süßwassereintrag die Strömungsgeschwindigkeit des Westgrönlandstroms um bis zu 20 % reduzieren könnten. Dies würde den Wärmetransport in die Arktis verringern und lokale Ökosysteme destabilisieren.
Eine geschwächte AMOC könnte den Temperaturgradienten zwischen Äquator und Polen verringern, was wiederum die Westwinddrift und Jetstream-Muster beeinflusst. Für Europa könnte dies paradoxerweise trotz globaler Erwärmung zu kälteren Wintern führen, während Grönland selbst stärkere Erwärmung erfährt.
Für marine Ökosysteme bedeutet die Vermischung von Süßwasser mit dem salzreichen Westgrönlandstrom, dass sich die Nährstoffverteilung im Schelfbereich verändert. Dies betrifft insbesondere Phytoplanktonblüten, die als Basis der Nahrungskette für Fische und Meeressäuger dienen. Gleichzeitig begünstigt wärmeres Wasser das Vordringen subarktischer Arten in bisher kalte Habitate. All diese Veränderungen unterstreichen die zentrale Rolle der grönländischen Strömungssysteme im globalen Klimagefüge.

### Einfluss auf Ökosysteme
Die dynamischen Veränderungen des Westgrönlandstroms (WGC) entfalten tiefgreifende und vielschichtige Auswirkungen auf die marinen Ökosysteme der Region. Durch den zunehmenden Süßwassereintrag aus dem grönländischen Eisschild verringert sich die vertikale Durchmischung des Wassers, was zu einer signifikanten Nährstofflimitierung – insbesondere von Nitrat und Silikat – führt. Diese Verschiebungen verzögern den Beginn der Phytoplanktonblüte um zwei bis drei Wochen und begünstigen gleichzeitig das Wachstum kleinerer Algenarten mit geringerer Kohlenstoffbindungseffizienz.
Diese Veränderungen der Primärproduktion destabilisieren das gesamte Nahrungsnetz. So zeigt etwa die Biomasse des für das Ökosystem kritischen Zooplanktons Calanus finmarchicus bereits einen Rückgang um 40 % unter Bedingungen erhöhten Süßwassereintrags. Parallel dazu verschieben sich die Verbreitungsgebiete wichtiger Fischarten: Während arktische Spezies wie der Polardorsch (Boreogadus saida) seltener werden, dringt der Atlantische Kabeljau (Gadus morhua) infolge der Erwärmung weiter nach Norden vor und hat sein Verbreitungsgebiet seit den 1990er Jahren um rund 120 Kilometer ausgedehnt.
An der Spitze der Nahrungskette werden Meeressäuger wie Narwale durch die veränderten Planktonvorkommen zu Anpassungen ihrer Migrationsrouten gezwungen. Gleichzeitig korreliert der Rückgang des Meereises mit einer erhöhten Jungtiersterblichkeit bei Robben, was auf die komplexen Interdependenzen zwischen physikalischen und biologischen Prozessen hinweist.
Diese ökologischen Verschiebungen lösen klimatische Rückkopplungseffekte aus: Die Abnahme eisassoziierter Algen reduziert die CO₂-Aufnahme, was die regionale Erwärmung zusätzlich verstärkt. Modellprojektionen deuten zudem auf kritische Kipppunkte hin – etwa den potenziellen Kollaps von Krabbenpopulationen bei einer Abschwächung des WGC um mehr als 50 %.
Dennoch bestehen Unsicherheiten: Kleinskalige ozeanische Wirbel können lokal begrenzt Nährstoffeinträge erhöhen, und einige Arten wie Calanus hyperboreus zeigen mögliche genetische Anpassungsfähigkeiten. Diese Faktoren könnten die Resilienz der Ökosysteme stärker prägen, als gegenwärtig absehbar ist.

### Aktuelle Forschung
Modellstudien mit hochauflösenden Ozeanmodellen zeigen, dass der WGC zunehmend durch Schmelzwasser geprägt wird, was zu einer stärkeren Schichtung und veränderten Strömungsmustern führt. Satellitenbeobachtungen bestätigen eine Verringerung des Salzgehalts durch Schmelzwasser, die zu einer geringeren Dichte des Meerwassers führt. Das könnte zu einer Störung der Tiefenwasserbildung und damit zu einer Abschwächung der atlantischen meridionalen Umwälzzirkulation (AMOC) beitragen.